# Famille von Warburg
Pour les articles homonymes, voir Warburg (homonymie).
La famille von Warburg est le nom d'une famille noble qui appartient à la noblesse mecklembourgeoise.

## Histoire
Selon Gustav von Lehsten, la famille est venue de l'Altmark au Mecklembourg. On suppose que le lieu d'origine est Wahrburg près de Stendal. Dans le Mecklembourg, elle apparaît pour la première fois dans un document le 13 juin 1244 avec le chevalier Hinricus de Warborch. La lignée commence avec le chevalier Hermann de Warburg, qui apparaît dans les documents le 15 mai 1298. La famille fait partie des signataires de l'Union des États de 1523 et détient des domaines dans le pays de Stargard (de) pendant des siècles. Leur plus ancienne propriété dans le Mecklembourg est Ballin, aujourd'hui un quartier de Lindetal, et dès 1389, le domaine de Quadenschönfeld, aujourd'hui un quartier de Möllenbeck, et Stolpe, qui est initialement un domaine secondaire de Quadenschönfeld avant de devenir en 1837 une propriété indépendante de Hellmut von Warburg. Le registre d'inscription de l'abbaye de Dobbertin contient les inscriptions de cinq filles de 1854 à 1868 de Quadenschönfeld pour l'admission au couvent des femmes nobles.

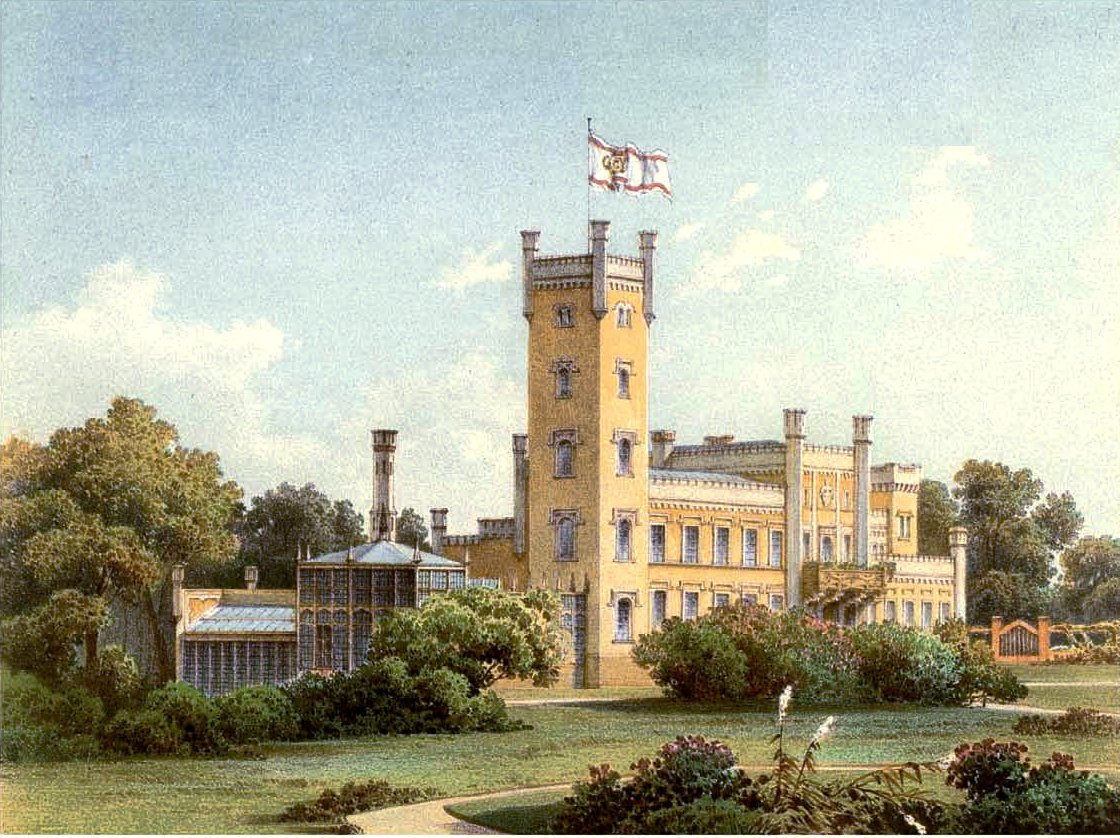
Maison de Warburg à Hohenlandin dans la collection Duncker 1861/62

À la fin du XIXe siècle, la famille s'éteint dans le Mecklembourg. Stolpe devient une partie du domaine grand-ducal et Quadenschönfeld revient à la famille von Bernstorff en 1883. La branche fondée par Friedrich Wilhelm von Warburg s'installe à Hohenlandin, aujourd'hui un quartier de Schwedt-sur-Oder, dans l'Uckermark. Son fils Wilhelm Georg von Warburg (1820-1885) y fait construire la maison de Warburg dans le style Tudor. En 1865, il vend la propriété et déménage à Dresde.

## Armes

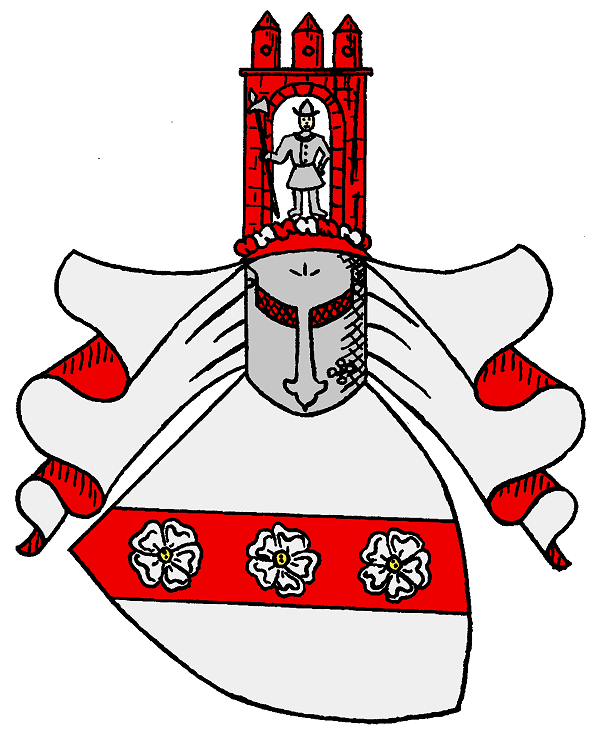
Armoiries de la famille von Warburg

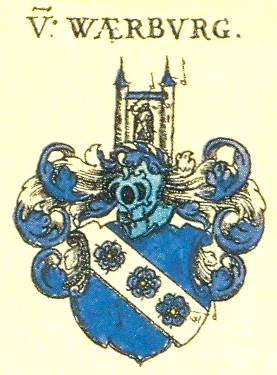
Armoiries de la famille von Warburg dans le J. Siebmacher's großes und allgemeines Wappenbuch 1605 (correctement reflétées)

Le blason montre dans le champ d'argent une bande (en) de gueules couverte de trois roses d'argent. Sur le casque avec des lambrequins de gueules et argent, un château de gueules à trois tours, dans la porte duquel se dresse un homme en armure.
Le livre d'armoiries de Siebmacher de 1605 montre les armoiries inversées en miroir et avec une couleur différente : Dans un champ bleu, une bande d'argent, couverte de trois roses bleues à six pétales. Sur le casque avec des lambrequins bleu et argent sur un renflement, un château d'argent à deux tours avec des toits bleus, à la porte duquel se tient l'homme en armure.

## Personnalités
- Friedrich Wilhelm von Warburg (de) (1765–1835), général de division prussien